# Verpakkingsafval

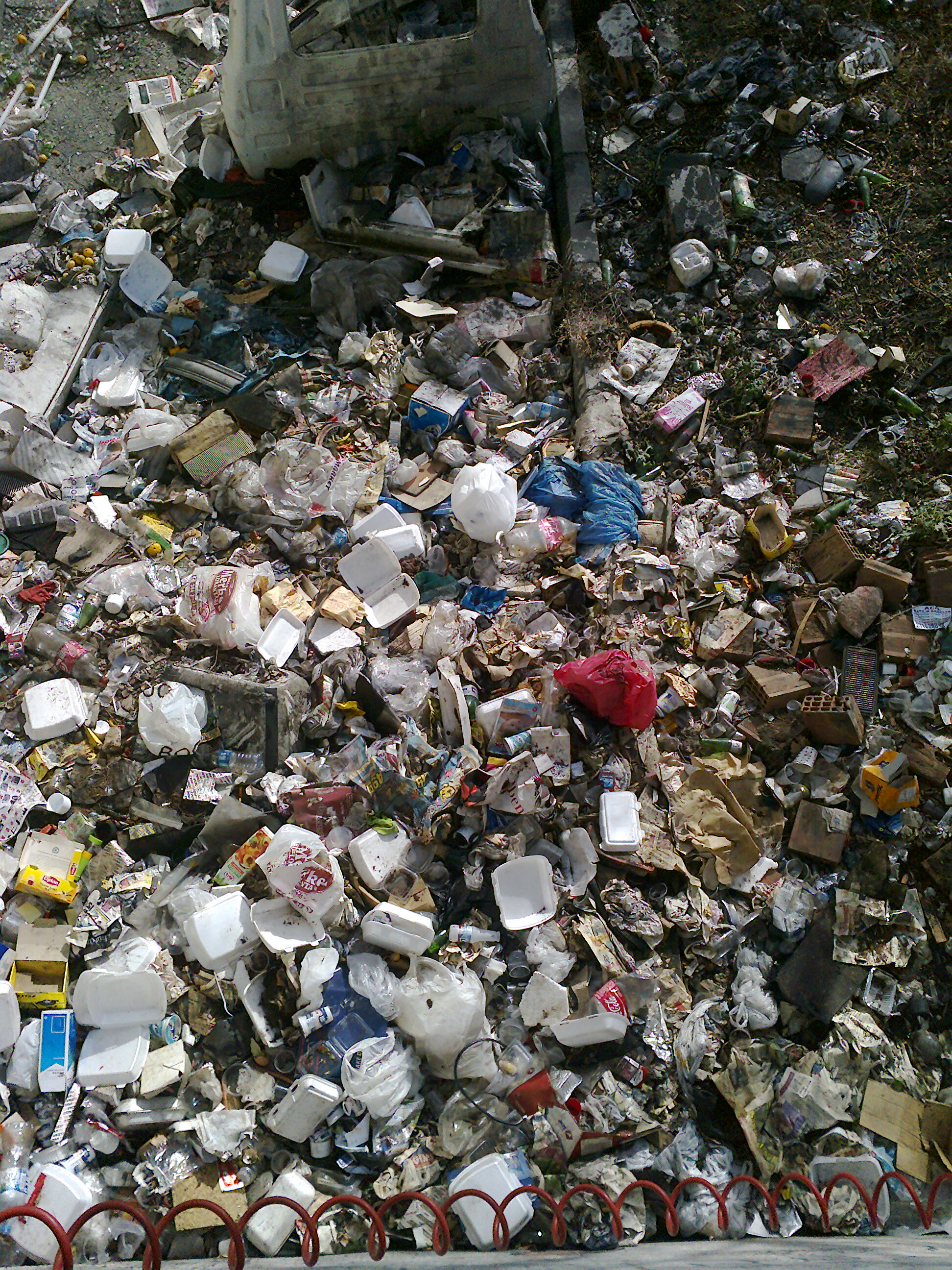
Verschillende soorten verpakkingsafval

Verpakkingsafval is afval van verpakkingen. In de westerse landen neemt het gebruik van verpakkingsmateriaal steeds verder toe. Een voorbeeld zijn melkpakken. Werd in de jaren 30 van de twintigste eeuw melk nog rondgebracht in karren en bij de woning ingeschonken in een kan, wordt inmiddels de melk in melkpakken verkocht, variërend in inhoud van 0,5 liter tot soms 2 liter. Dit heeft tot gevolg gehad dat de hoeveelheid afval door verpakkingen enorm is gegroeid.
Verpakkingsafval vormt een belangrijke fractie van zwerfvuil.

## Hoeveelheid
In 2001 werd in Nederland zo'n 2,6 miljard kilogram verpakkingsafval weggegooid. Zo'n 55% door huishoudens en 45% door kantoren en winkels. Nederland is kampioen in het hergebruiken van glas. Van de circa 30 kilo verpakkingsglas die iedere Nederlander jaarlijks gebruikt komt 78% in de glasbak terecht. Dat glas wordt gebruikt bij het maken van nieuw glas. Dit levert milieuwinst op: hergebruik voorkomt afval, vermindert het gebruik van grondstoffen en bespaart energie. Het gebruik van oud glas bij de productie van nieuw glas levert een energiebesparing van 25% op. Ook het meermalige gebruik van flessen levert flink wat energie- en grondstofbesparing op.

## Wetgeving
Eind 1994 heeft de Europese Unie de EU-richtlijn 94/62 betreffende verpakking en verpakkingsafval vastgesteld om de regels voor verpakkingen en verpakkingsafval van de verschillende lidstaten te harmoniseren. De richtlijn bevat regels voor het terugdringen van het verpakkingsafval. Nederland heeft de EU-richtlijn verwerkt in de ministeriële regeling verpakking en verpakkingsafval. Deze regeling, die op 1 augustus 1997 in werking is getreden, biedt de overheid en de verpakkingsindustrie de mogelijkheid om convenanten te sluiten om de Europese doelstellingen voor hergebruik te halen.

## Nederlands overheidsbeleid

### Convenant verpakkingen III
De rijksoverheid had samen met het Ministerie van Volkshuisvesting, Ruimtelijke Ordening en Milieubeheer (VROM) eind 2002 het convenant verpakkingen III gesloten.
De regeling verpakking en verpakkingsafval verplicht iedereen die als eerste in Nederland een product in verpakking op de markt brengt om het ontstaan van verpakkingsafval te beperken en te zorgen voor terugwinning en hergebruik. De regeling stelt producenten en importeurs verantwoordelijk voor de kosten van terugname, terugwinning en materiaalhergebruik van verpakkingsafval uit huishoudens nadat dit door de gemeenten is ingezameld.
De regeling verplicht onder meer ondernemers om de minister van VROM mee te delen hoe hij zijn verplichtingen nakomt en om te rapporteren over de voortgang en resultaten van de door hem genomen maatregelen. Die verplichtingen gelden niet voor bedrijven die meedoen aan het convenant verpakkingen.
Het convenant bevatte afspraken tussen overheid en bedrijfsleven over het terugdringen van milieuvervuiling als gevolg van verpakkingen en de aanpak van zwerfafval. Het bestond uit een integratieconvenant en zeven deelconvenanten: producenten/importeurs, zwerfafval, glazen verpakkingen, metalen verpakkingen, kunststofverpakkingen, houten verpakkingen en papier (het papiervezelconvenant). Namens het bedrijfsleven was het ondertekend door SVM-Pact, een overkoepelende organisatie van allerlei bedrijven uit de verpakkingsketen, de werkgeversorganisatie VNO-NCW en de Koninklijke Vereniging MKB-Nederland, de vertegenwoordiger van het midden- en kleinbedrijf.
Volgens het convenant mocht de hoeveelheid verpakkingen tussen 1999 en 2005 met hoogstens 2/3 van de groei van het bruto binnenlands product (bbp) toenemen. In 2005 mocht niet meer dan 850 miljoen kilo verpakkingsafval worden gestort of verbrand en moest ten minste 70% van de gebruikte verpakkingen worden hergebruikt. 73% moet nuttig worden toegepast.
Het overheidsbeleid in Nederland in 2003 is erop gericht om verpakkingsmateriaal zo efficiënt mogelijk te gebruiken. Dat betekent dat zo min mogelijk verpakkingsmateriaal wordt gebruikt, dat verpakkingen meermalen worden gebruikt en dat materialen worden hergebruikt. In 2003 wordt ongeveer 61% hergebruikt. Om tot een hergebruik van 70% te komen, is per verpakkingssoort een doelstelling opgeschreven: 90% hergebruik van verpakkingsglas, 25% van hout, 75% van papier en karton, 80% van metalen verpakkingen en 27% van kunststof. In 2001 werd 78% van de glasverpakkingen hergebruikt, 27% van de verpakkingen van hout, 66% van de verpakkingen van papier en karton, 78% van de verpakkingen van metaal en 24% van de kunststofverpakkingen.

### Raamovereenkomst 2007-2012
Op 27 juli 2007 werd de Raamovereenkomst 2007-2012 vastgelegd tussen VROM, de Vereniging van Nederlandse Gemeenten en het verpakkende bedrijfsleven, en werd het afvalfonds opgericht: een fonds waaruit de vergoedingen aan de gemeenten worden uitgekeerd.
Met deze raamovereenkomst zijn niet alleen de afspraken vastgelegd over de vergoeding door het verantwoordelijke bedrijfsleven van de kosten die gemeenten maken voor de inzameling van het verpakkingenafval, maar tevens heeft het bedrijfsleven zich gebonden aan een hogere integrale doelstelling van materiaalhergebruik voor kunststofverpakkingen. Een doelstelling die van de huidige 20% naar 42% is bijgesteld door minister Cramer.

### Raamovereenkomst 2013-2022
Om de afvalverwerking verder te verbeteren werd in 2013 de Raamovereenkomst 2013-2022 vastgelegd.